# جوناس سيما
جوناس سيما (بالسويدية: Jonas Sima)‏ (و. 1937  م) هو كاتب، وصحفي، ومصور، ومخرج أفلام، وممثل، وكاتب سيناريو، وكاتب للأطفال سويدي.

## وصلات خارجية
- جوناس سيما على موقع IMDb (الإنجليزية)
- جوناس سيما على موقع قاعدة بيانات الأفلام السويدية (السويدية)
- جوناس سيما على موقع قاعدة بيانات الفيلم (الإنجليزية)
- جوناس سيما على موقع كينوبويسك (الروسية)

- جوناس سيما في قاعدة بيانات الأفلام على الإنترنت